# Vierwaldstadtsko jezero
Vierwaldstadtsko jezero (nemško Vierwaldstättersee, dobesedno 'jezero štirih gozdnih kantonov', francosko lac des Quatre-Cantons, italijansko lago dei Quattro Cantoni) je jezero v osrednji Švici in četrto največje v državi.
Jezero je zapletene oblike, z več ostrimi zavoji in štirimi kraki. Začne se v južno severno vezani dolini reke Reuss med strmimi pečinami nad Urnerseejem od Flüelena proti Brunnenu na severu, preden zavije ostro proti zahodu, kjer se nadaljuje v porečje Gersauer. Tu je tudi najgloblja točka jezera na 214 m. Še bolj zahodno od njega je Buochser Bucht, vendar jezero spet močno zavije proti severu skozi ozko odprtino med Unter Nas (Spodnji nos) Bürgenstock na zahodu in Ober Nas (Zgornji nos) Rigija na vzhodu do zaliva Vitznau. Pred Vitznauom pod Rigijem jezero spet močno zavije proti zahodu, da doseže središče štirikrakega križa, imenovanega Chrütztrichter (križni lijak). Tu se na severu zbližujejo Vitznauer Bucht s Küssnachtersee, Luzernersee z zahoda ter Horwer Bucht in Stanser Trichter na jugu, ki ga najdemo tik pod severovzhodno stranjo Pilatusa in zahodno stranjo Bürgenstocka. Na zelo ozkem prehodu med vzhodno kapalko Pilatusa (imenovano Lopper) in Stansstadom, jezero doseže svoj jugozahodni krak pri Alpnachstadu na strmih južnih vznožjih Pilatusa, Alpnachersee. Jezero odvaja vodo v reko Reuss v Lucernu iz kraka, imenovanega Luzernersee (Luzernsko jezero).
Celotno jezero ima skupno površino 114 km² na nadmorski višini 434 m in največjo globino 214 m. Njegova prostornina je 11,8 km³. Velik del obale se strmo dviga v gore do 1500 m nad jezerom, kar ima za posledico številne slikovite poglede, vključno s pogledi na gore Rigi in Pilatus.
Reuss vstopi v jezero pri Flüelenu, v delu, imenovanem Urnersee (jezero Uri, v kantonu Uri) in izstopi v Luzernu. Jezero sprejema tudi Muoto v Brunnenu, Engelberger Aa v Buochs in Sarner Aa v Alpnachstad.
Jezero je mogoče obiti z vlakom in cesto, čeprav železniška pot jezero obide tudi na severni strani Rigija preko Arth-Goldau. Od leta 1980 avtocesta A2 vodi skozi predor Seelisberg, da bi v le pol ure v Altdorfu, Uri, južno od začetka jezera v Flüelenu, prišla do prelaza  Gotthard.
Parniki in druge potniške ladje vozijo med različnimi vasmi in mesti ob jezeru. Je priljubljena turistična destinacija tako za domače Švicarje kot za tujce, ob obalah pa je veliko hotelov in letovišč. Poleg tega je ob obali Urnersee travnik Rütli, tradicionalno mesto ustanovitve Švicarske konfederacije. 35-kilometrska spominska pešpot, Švicarska pot, je bila zgrajena okoli jezera Uri ob praznovanju 700-letnice države leta 1991.

## Ime
Ime jezera Vierwaldstättersee se prvič uporablja v 16. stoletju. Pred 16. stoletjem je bilo celo jezero znano kot Luzerner See, kot ostaja v angleščini (in deloma italijansko kot Lago di Lucerna). (Tri)"Waldstätte(n)" (lit.: 'Gozdnata območja / naselja', običajno prevedeno kot gozdni kantoni) od 14. stoletja so bili konfederacijski zavezniki Urija, Schwyza in Unterwaldna. Pojem Štiri Waldstätten, z dodatkom kantona Luzern, je bil prvič zapisan v 1450-ih, poleg Srebrne knjige Egloffa Etterlina iz Luzerna.
Devet različnih delov jezera ima posamezne oznake:
- Urnersee ("jezero Uri"): prvi del jezera, ob ustju reke Reuss med Flüelenom in Brunnenom.
- Gersauer Becken  ("kotlina Gersau") poleg Gersauja pod masivom Rigi je najgloblji del jezera.
- Buochser Bucht ("zaliv Buochs"): zaliv Bouchs, kjer Engelberger Aa vstopi v jezero.
- Vitznauer Bucht ("zaliv Vitznau"): del med Bürgenstockom in Rigijem.
- Alpnachersee ("jezero Alpnach"): skoraj ločeno, južni krak pod južnim pobočjem Pilatusa blizu Alpnacha.
- Stanser Tricht ("Lijak Stans"): Del severno od Pilatusa, zahodno od Bürgenstocka ter pred Hergiswil in Stansstad.
- Küssnachtersee ("Küssnachtovo jezero"): najbolj severni krak zahodno od Rigija s Küssnacht SZ na njegovem severnem koncu.
- Chrütztrichter ("Križni lijak"): stičišče Stanser Trichterja, Luzernerseeja, Küssnachterseeja in Vitznauerja Buchta.
- Luzernersee ("Vierwaldstadtsko jezero"): v nemški rabi je zdaj omejen na zaliv v Luzernu do Meggenhorna, z izlivom Reussa.

## Geografija
Vierwaldstadtsko jezero meji na tri prvotne švicarske kantone Uri, Schwyz in Unterwalden (ki je danes razdeljen na kantona Obwalden in Nidwalden), pa tudi na kanton Luzern, zato je ime Vierwaldstättersee (lit. Jezero štirih gozdnih kantonov). Številne najstarejše skupnosti v Švici so ob obali, med njimi Küssnacht, Weggis, Vitznau, Gersau, Brunnen, Altdorf, Buochs in Treib.
Vierwaldstadtsko jezero je edinstveno nepravilno in zdi se, da leži v štirih različnih dolinah, ki so povezane s prilagojenimi gorami. Osrednji del jezera leži v dveh vzporednih dolinah, katerih smer je od zahoda proti vzhodu, ena leži severno, druga južno od grebena Bürgenstock. Povezani sta skozi ozko ožino, široko komaj en kilometer, med skalnima rtoma, imenovanima Unter Nas in Ober Nas (Spodnji in Zgornji nos). Ni verjetno, da se je južni del teh dveh odsekov jezera - imenovan Buochser Bucht - prej razširil na zahod nad prelivom, na katerem stoji mesto Stans, in tako tvori otok Bürgenstock. Zahodni del glavnega kraka jezera, medtem ko se razmeroma plitev zaliv razteza do mesta Luzern, poševno seka globok jarek, katerega jugozahodni konec zavzema odcep, imenovan Alpnachersee, medtem ko severovzhodni krak oblikuje dolge roke Küssnachta v Küssnachterseeju. Oba ležita v neposredni liniji doline, ki se razteza s komaj prelomom med Uri in Emmental Alpami. Na vzhodnem koncu Gersauer Becken, kjer so obzidja jezerske doline usmerjena od vzhoda proti zahodu, se mu pod ostrim kotom pridruži krak Uri ali Urnersee, ki leži v severnem podaljšku globine razcepa, ki omogoča prehod v Reuss, med Uri in Glarusi.
Urnersee zavzema najsevernejši in najgloblji del velike razpoke doline Reuss, ki je prerezal alpsko območje od prelaza St. Gotthard do soseda Schwyza. Z njegove vzhodne obale se gore dvigajo v skoraj golih stenah kamenja do višine od 910 do 1220 m nad vodo. Dva najvišja vrha sta Fronalpstock in Rophaien (2078 m). Med njima se stopničasta soteska ali grapa Riemenstaldener Tal spusti do Sisikona, edine vasi s Flüelenom tik ob obali na tisti strani Urnerseeja. Na nasprotni ali zahodni obali gore dobijo še večje razsežnosti. Niederbauen Chulm nasledi Oberbauenstock, južneje nad grebenom Scharti pa se pojavijo zasneženi vrhovi Gitschen in Uri Rotstock (2928 m). V središču se odpre dolina Reuss, podprta z robustnimi vrhovi Urnerskih in Glarnski Alp.
Širina teh različnih delov jezera je zelo različna, vendar je običajno okoli 3 km. Površina jezera, katerega povprečna višina nad morjem je 434 metrov, je najnižja točka kantonov Uri, Obwalden in Nidwalden. Prvotno je bilo jezero dovzetno za nivoje ravni in poplave vzdolž svoje obale. Med letoma 1859 in 1860 je uvedba iglastega jezu v mestu Reuss v mestu Luzern, tik od Spreuerbrücke, omogočila stabilizacijo gladine jezera.
Vrh drenažnega bazena jezera, pa tudi osrednje Švice, je Dammastock na 3630 metrih nadmorske višine.

## Naselja
| Lea obala | Desna obala |
| --- | --- |
| - Uri (UR) - Seedorf - Bolzbach (Seedorf) - Isleten (Bauen) - Bauen - Seelisberg with Treib and Rütli - Nidwalden (NW) - Emmetten - Beckenried - Buochs - Ennetbürgen - Bürgenstock (Ennetbürgen) - Kehrsiten (Stansstad) - Stansstad - Stansstader Ried (Stansstad) - Rotzloch - Alpnachstad - Hergiswil NW - Luzern (LU) - Horw - Kastanienbaum (Horw) - St. Niklausen (Horw) | - UR - Flüelen - Sisikon - Schwyz (SZ) - Morschach - Brunnen - Gersau - LU - Vitznau, - Weggis - Greppen - SZ - Küssnacht am Rigi - Merlischachen (Küssnacht) - LU - Meggen |
| Luzern | |

1. ↑  Ob vstopu v reko Reuss: zahodna, kasneje južna obala.

## Plovba
Jezero je plovno in je že stoletja in vsaj od odprtja prvega tira čez prelaz Gotthard leta 1230 predstavljalo pomemben del švicarskega prometnega sistema. Ta trgovina se je povečala z odprtjem nove poštne avtobusne povezave čez prelaz leta 1830. Ta cesta je imela svoj severni konec pri Flüelenu na skrajnem vzhodnem koncu jezera, jezero pa je bilo edina praktična nadaljnja povezava do Luzerna in s tem mest severne Švice in naprej.
Čeprav je razvoj švicarske cestne in železniške mreže razbremenil velik del jezera s prometom, ga še naprej uporablja precejšnje število zasebnih in javnih plovil. Velik del te uporabe je usmerjen v turistične namene ali prosti čas, vendar jezero še naprej zagotavlja praktične povezave javnega in tovornega prometa med manjšimi obmorskimi skupnostmi.
Potniške ladje Schifffahrtsgesellschaft des Vierwaldstättersees (SGV) ponujajo storitve na jezeru, med katerimi jih veliko vodijo zgodovinski veslaški parniki. SGV služi 32 krajem ob obali jezera, s povezavo do glavne proge in gorskih železnic na različnih točkah. Pod ločenim upravljanjem avtomobilski trajekt Beckenried-Gersau nudi avto trajektno povezavo med Beckenriedom, na južnem bregu jezera, in Gersaujem na severu.
Na jezeru se še vedno uporabljajo tovorne barže po lokalni zasnovi, znani kot Nauen. Nekateri so bili predelani za uporabo kot zabaviščni čolni. Druge barže uporablja gramozna industrija poglabljanja, ki deluje na jezeru, z uporabo velikih strgač za pridobivanje peska in gramoza za uporabo v gradbeni industriji.

## V umetnosti
Beethovnova Klavirska sonata št. 14, popularno imenovana Mesečina je svoje ime dobila po opisu prvega stavka iz leta 1832 pesnika in glasbenega kritika Ludwiga Rellstaba, ki jo je primerjal z mesečino, ki je sijala ob Vierwaldstadtskem jezeru.
Gioacchino Rossini ga uporablja v svojem Williamu Tellu, uverturi del A: Sončni vzhod nad Alpami.

## Veslanje
Vierwaldstadtsko jezero je bilo dvakrat uporabljeno kot prizorišče evropskega veslaškega prvenstva: leta 1908 in nato leta 1926. Bližnji Rotsee se od leta 1933 ga uporablja za veslaške regate.

## Turizem
Na poti proti jugu so Angleži odkrili gore osrednje Švice. Nastalo je več zdravilišč in kopališč, kot sta Weggis ali Gersau. Leta 1871 je bila odprta prva gorska železniška proga v Evropi, železnica Vitznau-Rigi. Leta 1889 je bila od Alpnachstada do gore Pilatus zgrajena najstrmejša zobata železnica na svetu. Mark Twain je opisal vzpon na Rigi, ki je v 19. stoletju pripeljal do razcveta švicarskega turizma v ZDA. Ena največjih flot parnikov v Evropi obratuje s petimi parniki na jezeru.
V okolici jezera in na srednje visokih terasah (na primer Morschach in Seelisberg) je veliko krajev za turiste. Rigi, Pilatus, Bürgenstock, Stanserhorn, Buochserhorn in dve legendi, Urirotstock in Fronalpstock, so privlačne panoramske gore blizu jezera. Do večine je mogoče priti z gorskimi železnicami, nekatere pa imajo dolinsko postajo v bližini ladijskih postaj ob jezeru.
Na jezeru so številne lokacije, ki so pomembne za švicarsko kulturno in turistično zgodovino: Rütli, Tellsplatte, kapela Tell, Rezbarski stolp Stansstad, Neu-Habsburg, Schillerstein, Treib, kapela Astrid (Küssnacht) in grad Meggenhorn.

### Vodni športi
Na nekaterih ločenih območjih so zaradi vode in vetra možni različni športi. Jezero je dostopno iz pristanišč za čolne in jahte, do jezerskih letovišč in bazenov (npr. Bazen Lido v Luzernu, ki ga je leta 1929 zgradil Arnold Berger). Zato je jezero lahko dostopno z obeh obal. See-Club Luzern je bil ustanovljen leta 1881, ki je danes največji veslaški klub v Švici, pa tudi veslaški klub Reuss Luzern (Ruderclub Reuss Luzern) leta 1904. Jahtni klub Luzerne obstaja in deluje že od leta 1941 in od leta 1966 čolnarna in boje na Churchill-Quai v Luzernu.
Klub vodnih športov Brunnen, ustanovljen leta 1958, je v prvih letih svojega obstoja organiziral mednarodne dirke z motornimi čolni in prvenstva v smučanju na vodi. Leta 1965 je društvo za klub izbralo novo ime: Klub vodnih športov Vierwaldstadtsko jezero (Wassersport-Club Vierwaldstättersee). Klub motornih čolnov v osrednji Švici (Motorbootclub Zentralschweiz) je bil ustanovljen leta 1980, klub vodnih športov Hergiswil (Wassersportclub Hergiswil) pa leta 1986. SchweizMobil je ustvaril turnejo s kanuji po Vierwaldstadtskem jezeru med Brunnenom in Gersaujem. Zaradi vetra v dolini Reuss je južni del jezera Uri med kampom pri Gruonbachstrandu v Flüelenu in Isletenu središče jadranja na deski.

### Potapljanje
V Vierwaldstadtskem jezeru je približno deset krajev, kjer se lahko potaplja brez čolna. Voda je vse leto precej mrzla in zato večinoma zelo bistra. V jezeru Uri pri Sisikonu se lahko potopimo do razdrobljene strme navpične stene na severnem portalu predora Schieferneggtunnel. Lediwrack Bruno leži pred Brunnenom na globini 15 metrov. Druga znana potapljaška mesta so pred Vitznau, Weggis, Gersau in Hergiswil.